# Saires-la-Verrerie
Saires-la-Verrerie est une commune française située en Normandie, dans le département de l'Orne, peuplée de 296 habitants.

## Géographie
La commune est dans le pays d'Houlme, en Bocage ornais. Son bourg est à 3,5 km au nord-est de La Ferrière-aux-Étangs, à 4,5 km au sud-est de Messei, à 9,5 km au sud-est de Flers et à 10 km à l'ouest de Briouze.
| Saint-André-de-Messei  | Échalou                                  | Bellou-en-Houlme |
| Saint-André-de-Messei  | Saires-la-Verrerie                       | Bellou-en-Houlme |
| La Ferrière-aux-Étangs | La Ferrière-aux-Étangs, Bellou-en-Houlme | Bellou-en-Houlme |

### Hydrographie
La commune est traversée par la ligne de partage des eaux entre les bassins hydrographiques Seine-Normandie et Loire-Bretagne. Elle est drainée par la Verrerie, le ruisseau la Verrerie, le Varanne, le cours d'eau 01 du Pont, le cours d'eau 02 du Clos et le fossé 02 des Loges,,.

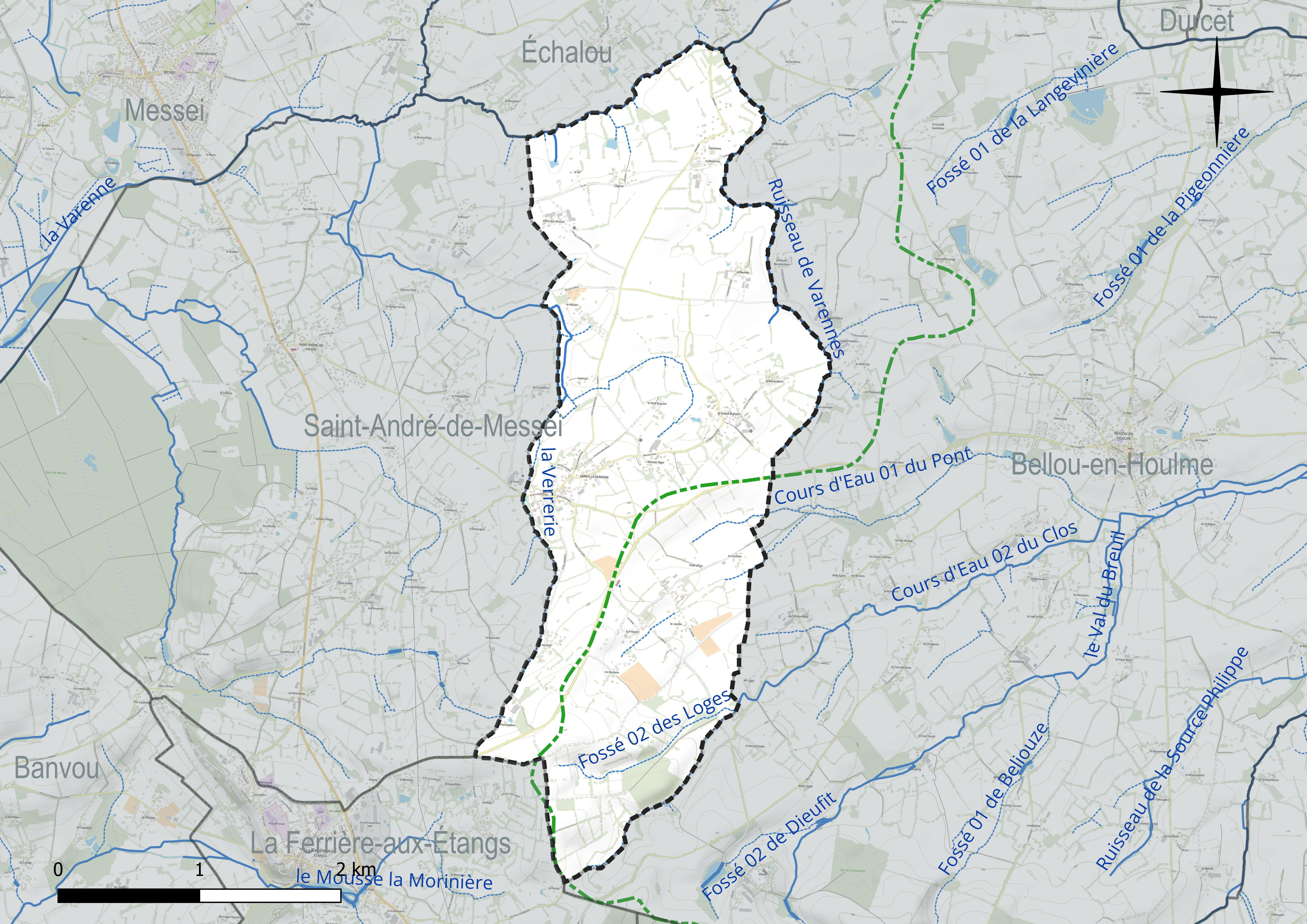
Réseau hydrographique de Saires-la-Verrerie.

### Climat
Pour des articles plus généraux, voir Climat de la Normandie et Climat de l'Orne.
En 2010, le climat de la commune est de type climat océanique franc, selon une étude du CNRS s'appuyant sur une série de données couvrant la période 1971-2000. En 2020, Météo-France publie une typologie des climats de la France métropolitaine dans laquelle la commune est exposée à un climat océanique et est dans la région climatique Normandie (Cotentin, Orne), caractérisée par une pluviométrie relativement élevée (850 mm/a) et un été frais (15,5 °C) et venté. Parallèlement le GIEC normand, un groupe régional d’experts sur le climat, différencie quant à lui, dans une étude de 2020, trois grands types de climats pour la région Normandie, nuancés à une échelle plus fine par les facteurs géographiques locaux. La commune est, selon ce zonage, exposée à un « climat contrasté des collines », correspondant au Bocage normand, bien arrosé, voire très arrosé sur les reliefs les plus exposés au flux d’ouest, et frais en raison de l’altitude.
Pour la période 1971-2000, la température annuelle moyenne est de 10,2 °C, avec une amplitude thermique annuelle de 13,4 °C. Le cumul annuel moyen de précipitations est de 964 mm, avec 13,9 jours de précipitations en janvier et 8,2 jours en juillet. Pour la période 1991-2020, la température moyenne annuelle observée sur la station météorologique la plus proche, située sur la commune de Briouze à 10 km à vol d'oiseau, est de 10,9 °C et le cumul annuel moyen de précipitations est de 920,5 mm,. Pour l'avenir, les paramètres climatiques de la commune estimés pour 2050 selon différents scénarios d’émission de gaz à effet de serre sont consultables sur un site dédié publié par Météo-France en novembre 2022.

## Urbanisme

### Typologie
Au 1er janvier 2024, Saires-la-Verrerie est catégorisée commune rurale à habitat dispersé, selon la nouvelle grille communale de densité à sept niveaux définie par l'Insee en 2022.
Elle est située hors unité urbaine. Par ailleurs la commune fait partie de l'aire d'attraction de Flers, dont elle est une commune de la couronne,. Cette aire, qui regroupe 38 communes, est catégorisée dans les aires de 50 000 à moins de 200 000 habitants,.

### Occupation des sols
L'occupation des sols de la commune, telle qu'elle ressort de la base de données européenne d’occupation biophysique des sols Corine Land Cover (CLC), est marquée par l'importance des territoires agricoles (100 % en 2018), une proportion identique à celle de 1990 (100 %). La répartition détaillée en 2018 est la suivante : 
zones agricoles hétérogènes (40,4 %), prairies (34,5 %), terres arables (25,1 %). L'évolution de l’occupation des sols de la commune et de ses infrastructures peut être observée sur les différentes représentations cartographiques du territoire : la carte de Cassini (XVIIIe siècle), la carte d'état-major (1820-1866) et les cartes ou photos aériennes de l'IGN pour la période actuelle (1950 à aujourd'hui).

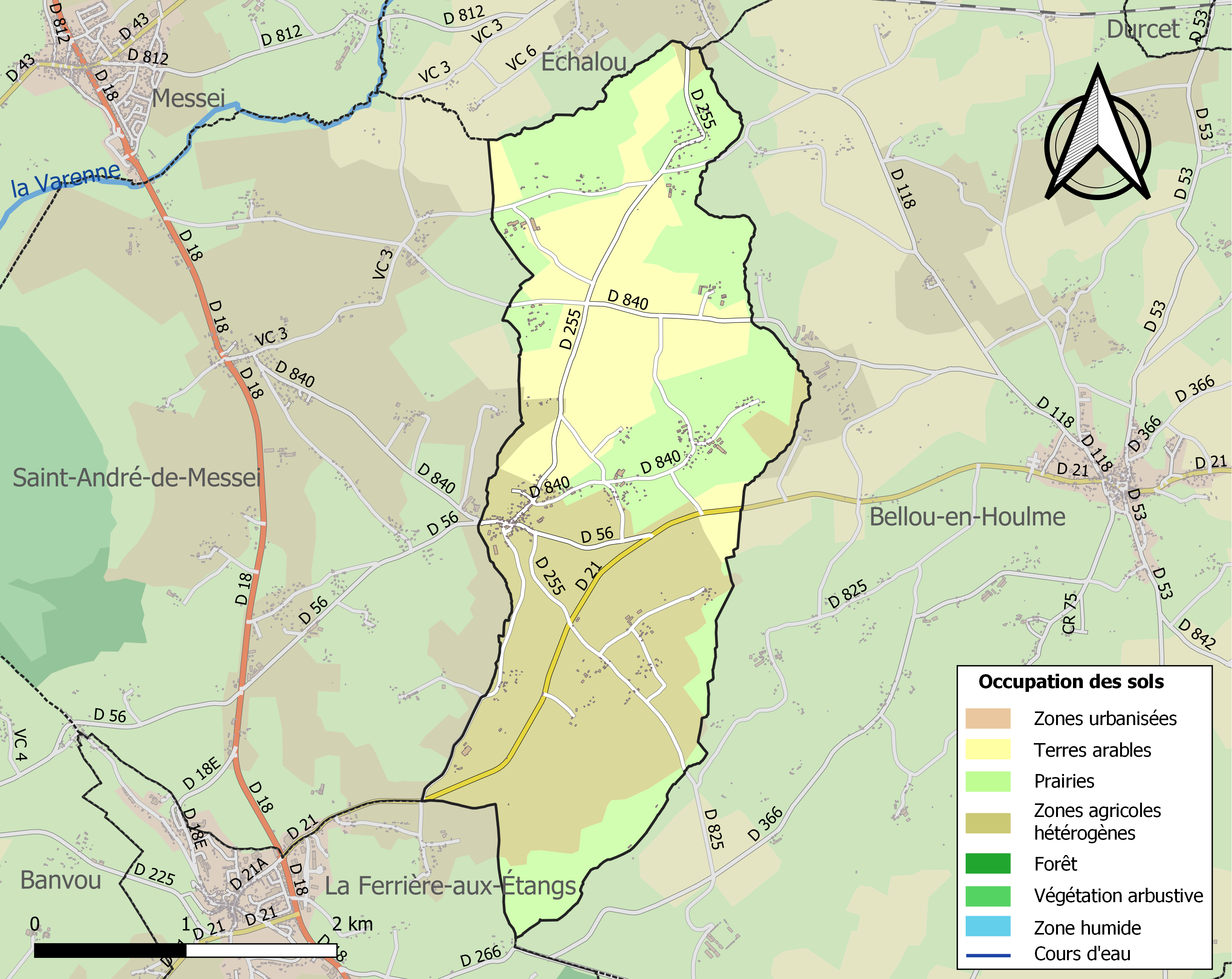
Carte des infrastructures et de l'occupation des sols de la commune en 2018 (CLC).

## Toponymie
Le nom de la localité est attesté sous la forme Saire en 1793.
L'origine du toponyme Saires n'est pas éclaircie. Il pourrait être issu du prélatin sar qui  est une variante de *ser semblable à la racine indo-européenne, *ser- signifiant « couler, s'écouler »,  le nom de Saires aurait donc simplement signifié à l'origine « cours d'eau ».
Verrerie est une référence à une fabrique de verre à Saires.
Le gentilé est Sairois.

## Politique et administration
| Période                                  | Période   | Identité        | Étiquette | Qualité          |
| ---------------------------------------- | --------- | --------------- | --------- | ---------------- |
| 1983                                     | 1995      | François Launay |           | Artisan          |
| 1995                                     | mars 2008 | Roland Lainé    | SE        | Agriculteur      |
| mars 2008                                | En cours  | Charly Letetrel | SE        | Cadre à La Poste |
| Les données manquantes sont à compléter. |           |                 |           |                  |

Le conseil municipal est composé de onze membres dont le maire et deux adjoints.

## Démographie
L'évolution du nombre d'habitants est connue à travers les recensements de la population effectués dans la commune depuis 1793. Pour les communes de moins de 10 000 habitants, une enquête de recensement portant sur toute la population est réalisée tous les cinq ans, les populations de référence des années intermédiaires étant quant à elles estimées par interpolation ou extrapolation. Pour la commune, le premier recensement exhaustif entrant dans le cadre du nouveau dispositif a été réalisé en 2006.
En 2022, la commune comptait 296 habitants, en évolution de −2,95 % par rapport à 2016 (Orne : −3,21 %, France hors Mayotte : +2,11 %).
Saires-la-Verrerie a compté jusqu'à 813 habitants en 1851. Elle est la commune la moins peuplée du canton de Messei.
| 1793 | 1800 | 1806 | 1821 | 1831 | 1836 | 1841 | 1846 | 1851 |
| ---- | ---- | ---- | ---- | ---- | ---- | ---- | ---- | ---- |
| 600  | 655  | 766  | 806  | 705  | 670  | 670  | 785  | 813  |

| 1856 | 1861 | 1866 | 1872 | 1876 | 1881 | 1886 | 1891 | 1896 |
| ---- | ---- | ---- | ---- | ---- | ---- | ---- | ---- | ---- |
| 764  | 756  | 675  | 663  | 686  | 650  | 598  | 570  | 517  |

| 1901 | 1906 | 1911 | 1921 | 1926 | 1931 | 1936 | 1946 | 1954 |
| ---- | ---- | ---- | ---- | ---- | ---- | ---- | ---- | ---- |
| 486  | 468  | 440  | 328  | 356  | 332  | 321  | 295  | 304  |

| 1962 | 1968 | 1975 | 1982 | 1990 | 1999 | 2006 | 2011 | 2016 |
| ---- | ---- | ---- | ---- | ---- | ---- | ---- | ---- | ---- |
| 322  | 302  | 228  | 221  | 271  | 280  | 285  | 277  | 305  |

| 2021 | 2022 | - | - | - | - | - | - | - |
| ---- | ---- | - | - | - | - | - | - | - |
| 300  | 296  | - | - | - | - | - | - | - |

## Lieux et monuments
- Église Saint-Patrice, en pierre. Le portail est daté 1679, un petit cadran solaire de 1751.
- Le château, constitué d'un corps central et de deux pavillons attenants, édifié en 1727 par la famille de Montpinçon.

## Activité et manifestations

### Jumelages
Wehretal (Allemagne) depuis 1995.